# Исфахан
Исфаха́н (произношениео файле; перс. اصفهان‎ — /esfæhɒːn/, среднеперс. Спахан) — город в Иране на берегу реки Заянде, расположенный в 340 км к югу от Тегерана. Административный центр провинции Исфахан, третий по величине город Ирана (после Тегерана и Мешхеда). Население — 1 547 164 человек (2006).
В городе расположено большое число памятников исламской архитектуры XI—XIX веков. Особенно знамениты площадь Имама и пятничная мечеть — памятники Всемирного наследия. В Иране город часто называют Несф-е джеха́н («Половина мира»).

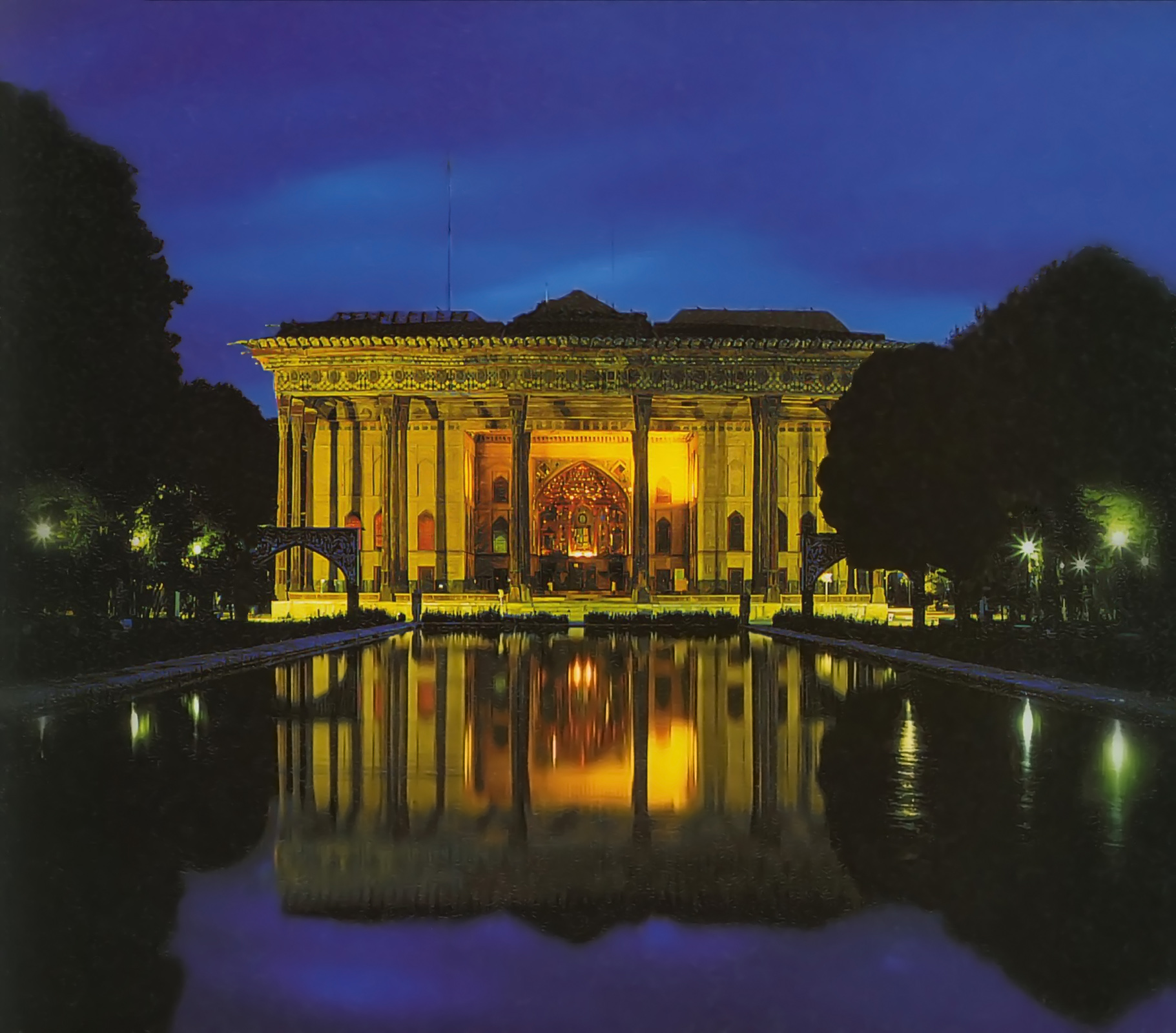
Дворец Сорока Колонн (Чехел Сотун) в Исфахане

## Этимология
Название города Исфахан (перс. اصفهان‎) — арабизированная форма среднеперсидского Спахан (Spahān), происходящего от древнеперс. spāda — армия. Слово спахан засвидетельствовано в различных среднеперсидских печатях и надписях, в том числе у зороастрийского жреца Картира. В «Географии» Птолемея оно выглядит как Аспадана и переводится как «место сбора для армии».

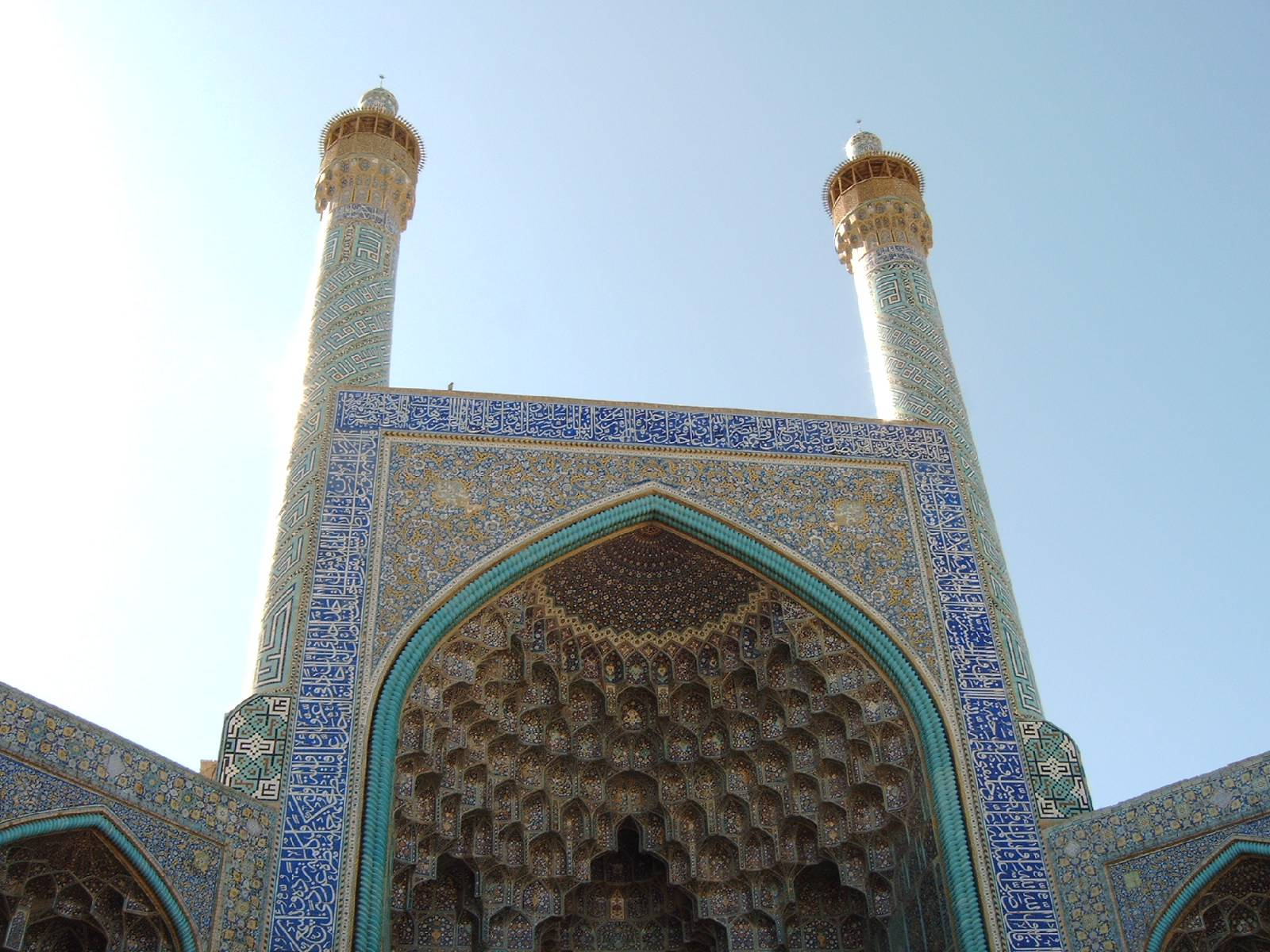
Вход в Мечеть Имама

## География
Город расположен в плодородной аллювиальной долине реки Зайенде-Руд, у подножья горной цепи Загрос. В городе относительно умеренный климат и регулярная смена сезонов. К северу от Исфахана на 90 км не существует никаких горных преград, и северные ветры дуют с этого направления, спасая от знойных восточных песчаных. Исфахан расположен на главных маршрутах, пересекающих Иран с севера на юг и с запада на восток. Высота над уровнем моря — 1590 метров. Среднегодовое количество осадков — 125 мм. Температура колеблется от 7 до 27 °C. Зафиксированный температурный максимум 42 °C, а минимум −19 °C. Южные и западные окрестности Исфахана имеют горный рельеф, на востоке и севере — плодородные равнины.

## Климат
| Показатель                                 | Янв.  | Фев.  | Март | Апр. | Май  | Июнь | Июль | Авг. | Сен. | Окт. | Нояб. | Дек. | Год   |
| ------------------------------------------ | ----- | ----- | ---- | ---- | ---- | ---- | ---- | ---- | ---- | ---- | ----- | ---- | ----- |
| Абсолютный максимум, °C                    | 20    | 23    | 27   | 32   | 37,6 | 41   | 43   | 42   | 39   | 33,2 | 25,5  | 21,2 | 43    |
| Средний суточный максимум, °C              | 9,2   | 12,5  | 17,0 | 22,7 | 28,2 | 34,3 | 36,7 | 35,6 | 31,8 | 25   | 17    | 11   | 23,42 |
| Средний суточный минимум, °C               | −2,5  | −0,4  | 4,1  | 9,3  | 13,7 | 18,5 | 21,0 | 19,1 | 14,7 | 8,9  | 3,2   | −1   | 9,05  |
| Абсолютный минимум, °C                     | −19,4 | −12,2 | −6,2 | −4   | 4,5  | 10   | 13   | 11   | 5    | 0    | −8    | −13  | −19,4 |
| Норма осадков, мм                          | 19,9  | 14,2  | 21,7 | 18,9 | 8,7  | 1,2  | 1,7  | 0,3  | 0,1  | 3,9  | 12,5  | 19,7 | 122,8 |
| Источник: Статистика синоптических станций |       |       |      |      |      |      |      |      |      |      |       |      |       |

## История

### Доисторический период
История Исфахана прослеживается до палеолита. При последних археологических раскопках были найдены артефакты, относящиеся к палеолиту, мезолиту, неолиту, бронзовому и железному веку.

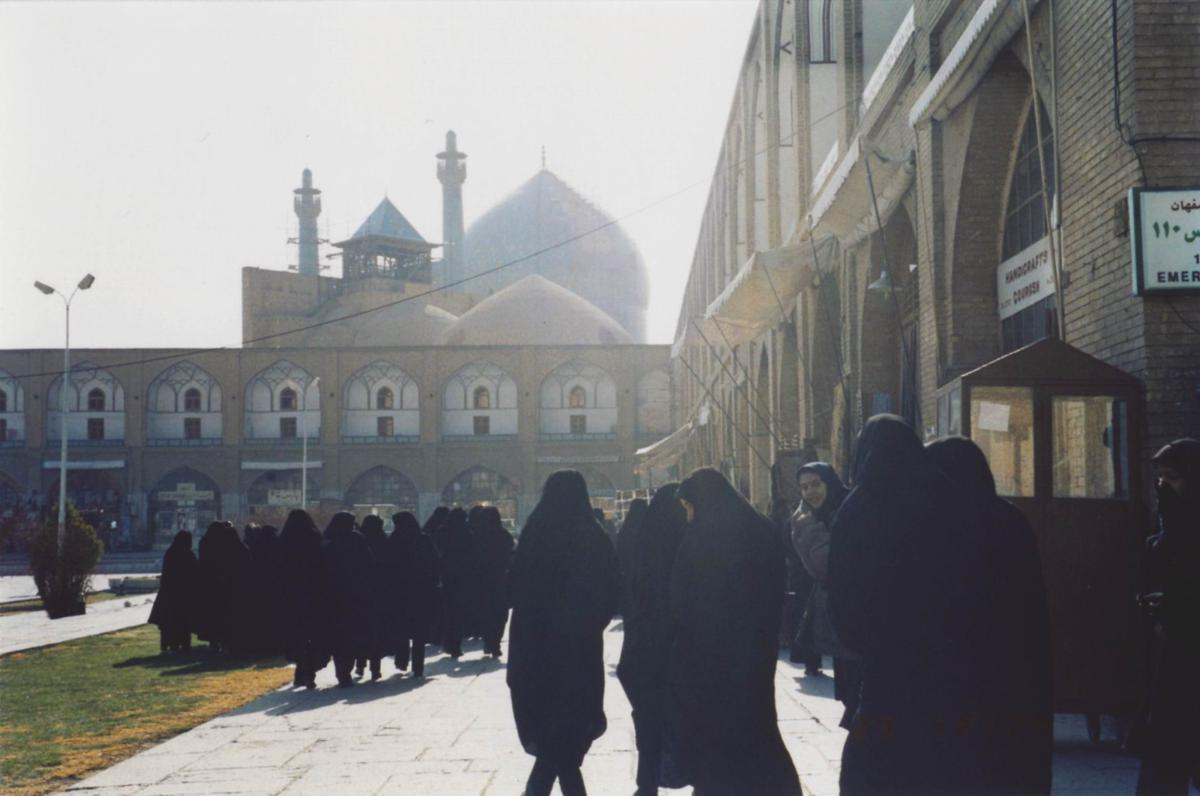
Площадь Майдан-и-Шах

### Зороастрийский период
Древний Исфахан был частью Эламской империи. Под названием Аспандана он стал одним из главных городов Мидии, когда там поселились иранские мидийцы. Как только Кир Великий (прав. 559—529 гг. до н. э.) объединил персидские и срединные земли в империю Ахеменидов (559—330 гг. до н. э.), религиозно и этнически разнообразный город Исфахан стал примером легендарной религиозной терпимости царя. После взятия Вавилона в 538 году до н. э. Кир издал указ по которому вавилонские евреи могли вернуться в Иерусалим (см. Ездра, гл. 1). Вероятно некоторые из этих освобожденных евреев поселились в Исфахане вместо того, чтобы вернуться на родину. Персидский историк X века Ибн аль-Факих писал: «Когда евреи эмигрировали из Иерусалима, спасаясь бегством из Навуходоносора, они унесли с собой образец воды и почвы Иерусалима. Они не поселялись нигде и ни в одном городе, не исследовав воду и почву каждого места. Они сделали это пока они не достигли города Исфахана. Там они отдыхали, исследовали воду и почву и обнаружили, что они аналогичны иерусалимским. После этого они поселились там, возделывали землю, растили детей и внуков, и сегодня это поселение называется Яхудия».
Парфяне в период 250—226 гг. до н. э. продолжали традицию терпимости после падения Ахеменидов, укрепляя эллинистическое измерение в иранской культуре и политическую организацию, введенную вторгшимися армиями Александра Македонского. При Парфянах аршакидские правители управляли провинциями страны из Исфахана, а развитие города ускорилось, чтобы удовлетворить потребности столицы.
Следующая империя, управляющая Персией, Сасаниды (226—652 гг. н. э.), руководила масштабными изменениями в своём государстве, инициировав масштабную сельскохозяйственную реформу и возродив иранскую культуру и зороастрийскую религию. И город, и область тогда назывались Аспахан или Спахан. Городом управляла группа под названием «Эспохранс», которая происходила из семи благородных и знатных иранских семей. Сохранившиеся фундаменты некоторых мостов эпохи Сасанидов в Исфахане позволяют предположить, что сасанидские цари увлекались амбициозными проектами городского планирования. Хотя политическое значение Исфахана за этот период уменьшилось, многие князья Сасанидов изучали государственное управление в городе, а его военная роль быстро возросла. Его стратегическое расположение на пересечении древних дорог в Сузы и Персеполис сделал его идеальным кандидатом для размещения постоянной армии, готовой в любой момент выступить против Константинополя. Слова «Аспахан» и «Спахан» происходят от пахлави или среднеперсидского, что означает «место армии». Хотя было упомянуто много версий о происхождении названия Исфахана, на самом деле мало что известно о нём до правления Сасанидской династии (ок. 224—651 гг. н. э.). Исторические факты свидетельствуют о том, что в конце IV и начале V веков царица Шошандухт, еврейская супруга Йездегерда I (прав. 399—420) поселил колонию евреев в Яхудии. Это было поселение в 3 км к северо-западу от зороастрийского города Габы (его ахамидское и парфянское название; Габай было его сасанидским названием, которое было сокращено до гай (араб. джай)), которая находилась на северном берегу реки Зайендеруд. Постепенное уменьшение численности гайев (джайев) и одновременный рост населения Яхудии и его пригородов после исламского завоевания Ирана привели к образованию ядра города, которым впоследствии стал Исфахан. Слова «Аспадана», «Испадана», «Спахан» и «Сепахан», все из которых происходит слово Исфахан, относились к области, в которой был расположен город.
Исфахан и Гай имели круглую форму, что характерно для парфянских и сасанидских городов. Однако этот сообщаемый сасанидский круговой город ещё не открыт.

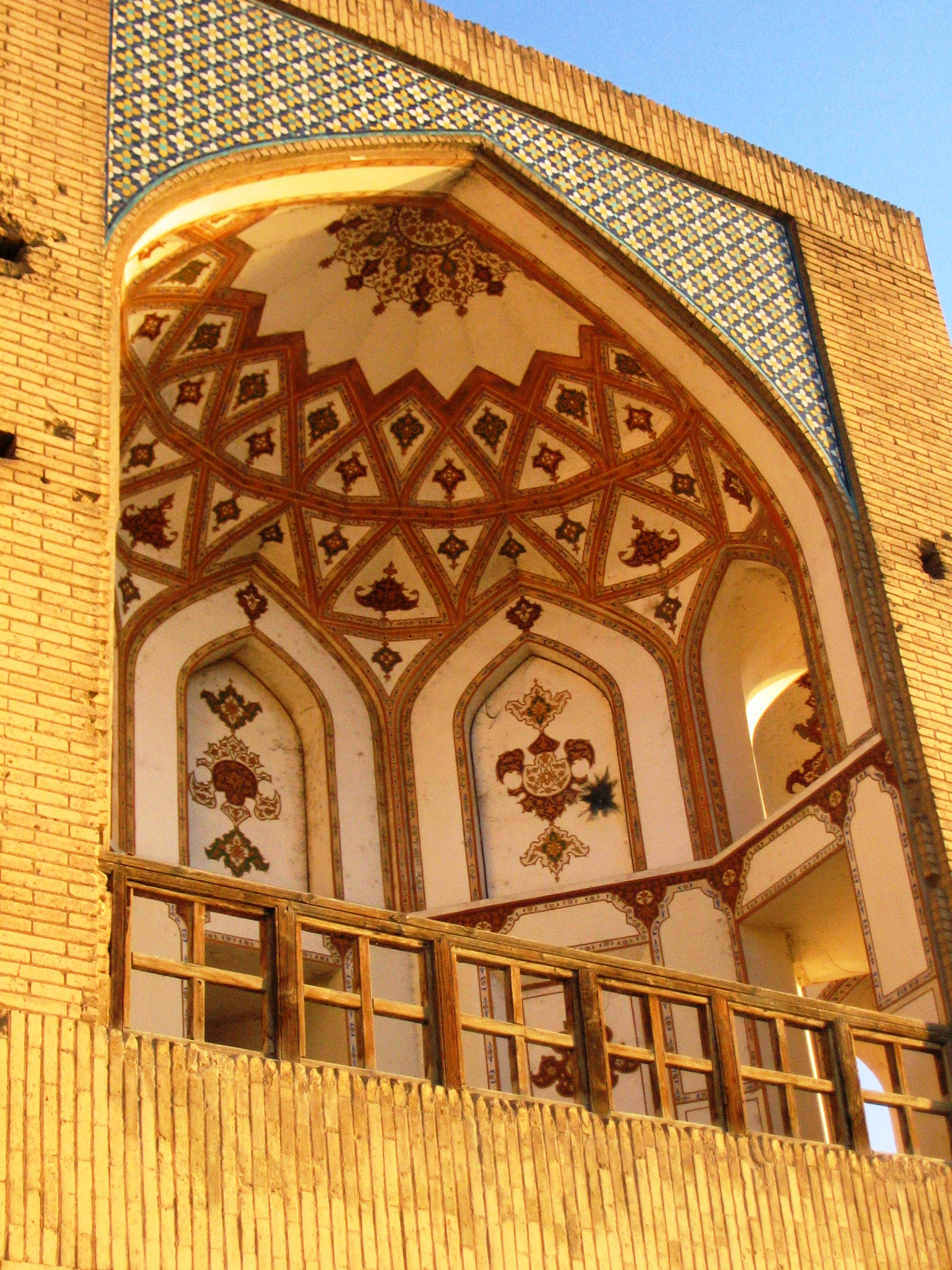
Мост

### Исламский период
Исфахан, как и другие города Ирана попал под владычество арабов вплоть до эпохи Аббасидов. В X веке при Буидах, Исфахан вновь обретает свою значимость. При султане Мелик-шахе (1072—1092) Исфахан стал столицей государства Сельджуков. В XI веке в Исфахане жил и учил знаменитый персидский философ Авиценна.
В XIII веке город разорили монголы. В 1387 году последовало нашествие Тамерлана. Город был взят, однако почти сразу в нём вспыхнуло восстание под руководством кузнеца Али Кочапа. Народный гнев обрушился на солдат Тамерлана и сборщиков налогов. В ходе подавления восстания Тамерлан проявил крайнюю жестокость: было перебито, как говорят, до 70 тысяч горожан, а из их голов были воздвигнуты башни. Тем не менее, благодаря своему выгодному географическому положению, Исфахан был быстро отстроен и процветал, особенно при Сефевидах.
Около 1474 года город посетил Афанасий Никитин, упомянувший его в своих путевых записках «Хожение за три моря».
Золотой век для Исфахана наступил в XVI веке при шахе Аббасе I Великом (1587—1629), во времена которого город стал столицей Сефевидов и оставался ею свыше ста лет. Во время правления Аббаса Великого в Исфахане были парки, библиотеки и мечети, изумлявшие европейцев. Персы называли город Нисф-е-Джахан, что означает «половина мира», давая тем самым понять, что увидеть Исфахан — все равно что увидеть половину мира. Это был один из крупнейших городов мира с населением около 600 тысяч жителей; в городе было 163 мечети, 48 медресе, 1801 лавок и 263 общественные бани.
В 1722 году Исфахан захватили и разорили афганцы после долгой осады, вследствие чего большая часть города превратилась в руины. Это, а также открытие более дешевых морских путей для торговли, послужило постепенному упадку города. Окончательно Исфахан потерял статус столицы Ирана в середине XVIII века.
На 1915 год в городе действовало отделение английского Шахиншахского банка.
В 1917 году во время Первой мировой войны в городе состоялся совместный парад русских и английских войск.

## Исфахан сегодня
Сегодня Исфахан — третий по величине город Ирана, здесь производят ковры, текстиль, сталь и предметы ручных ремёсел. В Исфахане имеется экспериментальный ядерный реактор и инфраструктура для производства ядерного топлива. Сталелитейный завод Исфахана — один из крупнейших в регионе, построенный в 1960-70 при поддержке СССР.
Мегаполис Исфахан включает города Наджафабад, Ханэ-Исфахан, Хомейни-Шахр, Шахин-Шахр, Заррин-Шахр и Фулад-е-Мобараке. В городе действует международный аэропорт и 15 октября 2015 года была открыта первая линия метро. В Исфахане находится Парк птиц.
В Исфахане расположен крупный нефтеперерабатывающий завод, построенный с помощью советских специалистов металлургический комбинат, база ВВС и авиастроительный завод ХЕСА, на котором собирается украинско-иранский самолёт Ир-Ан-140.
В 2007 году в Исфахане прошла XXXVIII международная олимпиада школьников по физике.
28 января 2023 года в 23:30 по местному времени завод по производству боеприпасов министерства обороны Ирана в Исфахане был атакован тремя беспилотниками. Очевидцы рассказали, что слышали три или четыре взрыва. Министерство обороны Ирана заявило, что нанесённый зданиям ущерб был незначительным. Также министерство сообщило, что беспилотники были сбиты, и атака не увенчалась успехом. Однако издание The Jerusalem Post со ссылкой на свои источники в западных разведках сообщало, что атака дронов в Исфахане имела «феноменальный успех».

## Религия
Мечети
- Мечеть Джами
- Мечеть Имама
- Мечеть Шейха Лютфуллы

Армянская Апостольская церковь
- Церковь Ванк[25]

## Достопримечательности
- Площадь Накш-э Джахан
- Минарет Али
- Мост Хаджу
- Мост Шахрестан
- Хашт-Бехешт
- Чехель Сотун
- Музей современного искусства

## Города-побратимы
- Баальбек, Ливан
- Барселона, Испания
- Венеция, Италия
- Гавана, Куба
- Дакар, Сенегал
- Ереван, Армения
- Каир, Египет
- Катманду, Непал
- Куала-Лумпур, Малайзия
- Лахор, Пакистан
- Маракайбо, Венесуэла[26]
- Санкт-Петербург, Россия (1999)[27]
- Сиань, Китай
- Стамбул, Турция
- Флоренция, Италия[28]
- Фрайбург-им-Брайсгау, Германия (2000)
- Хайдарабад, Индия
- Эль-Кувейт, Кувейт
- Яссы, Румыния

## Галерея

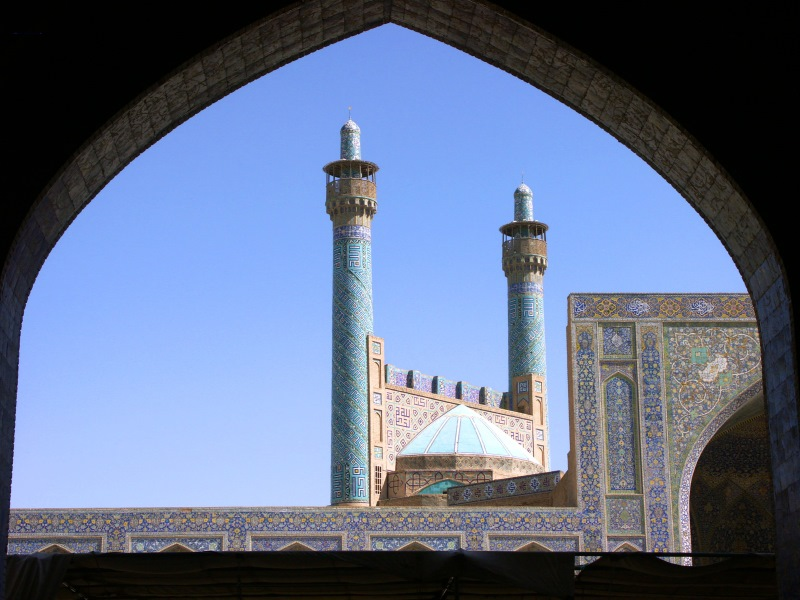
Мечеть Имама
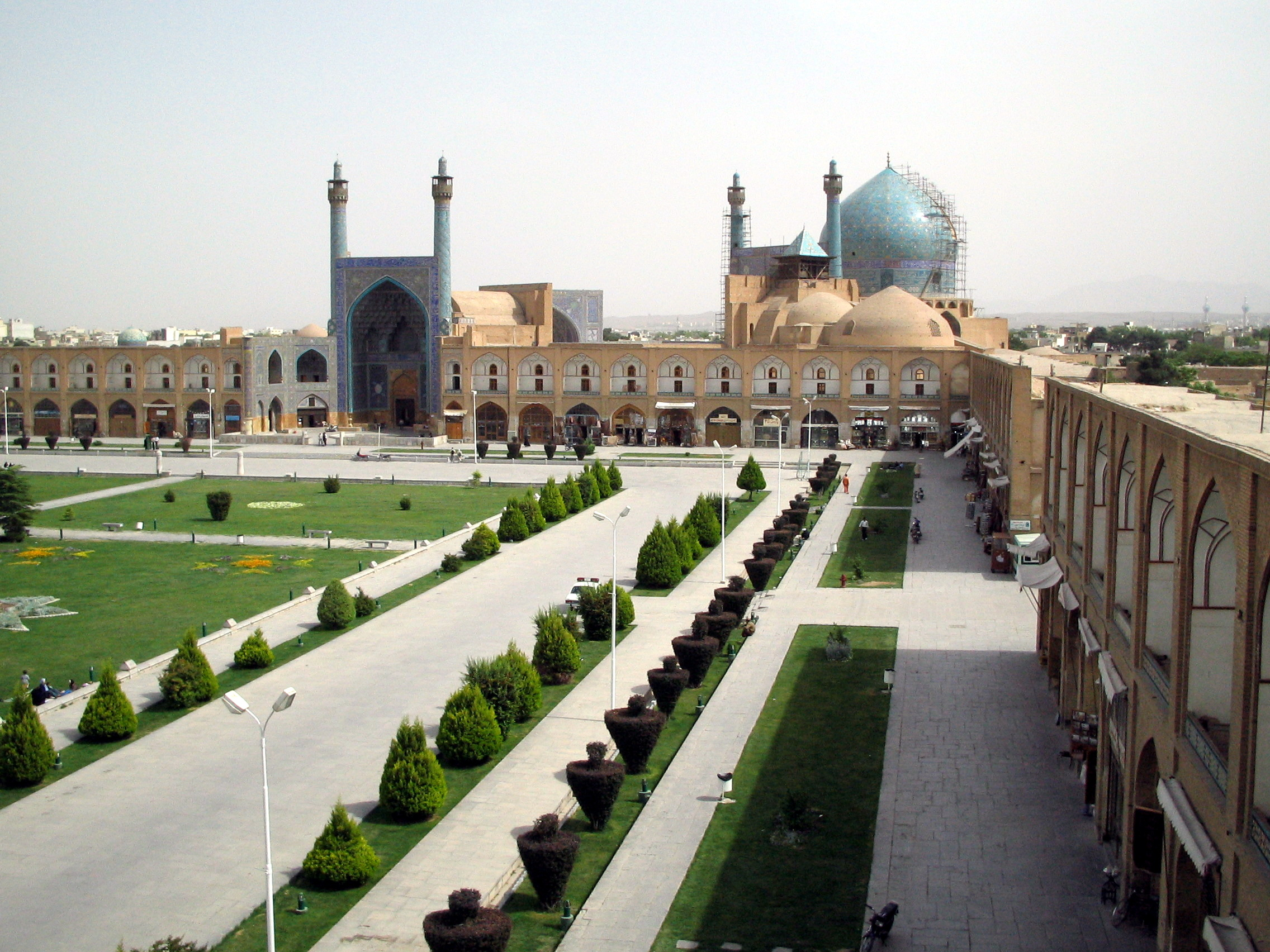
Площадь Имама
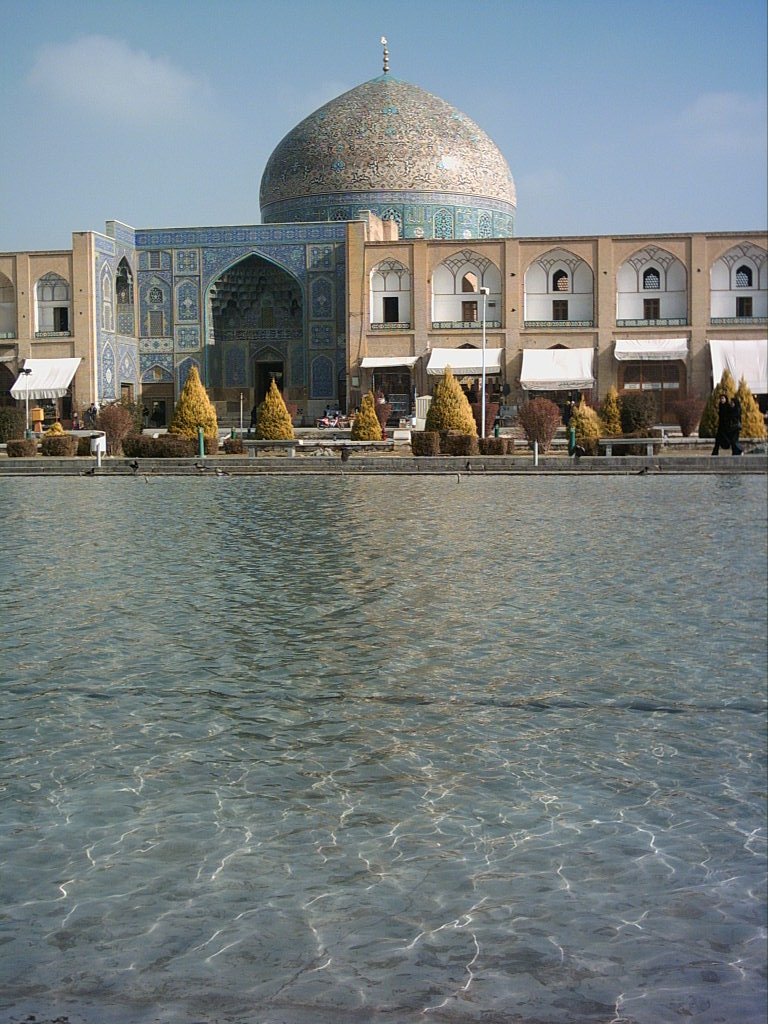
Мечеть Шейха Лютфаллы
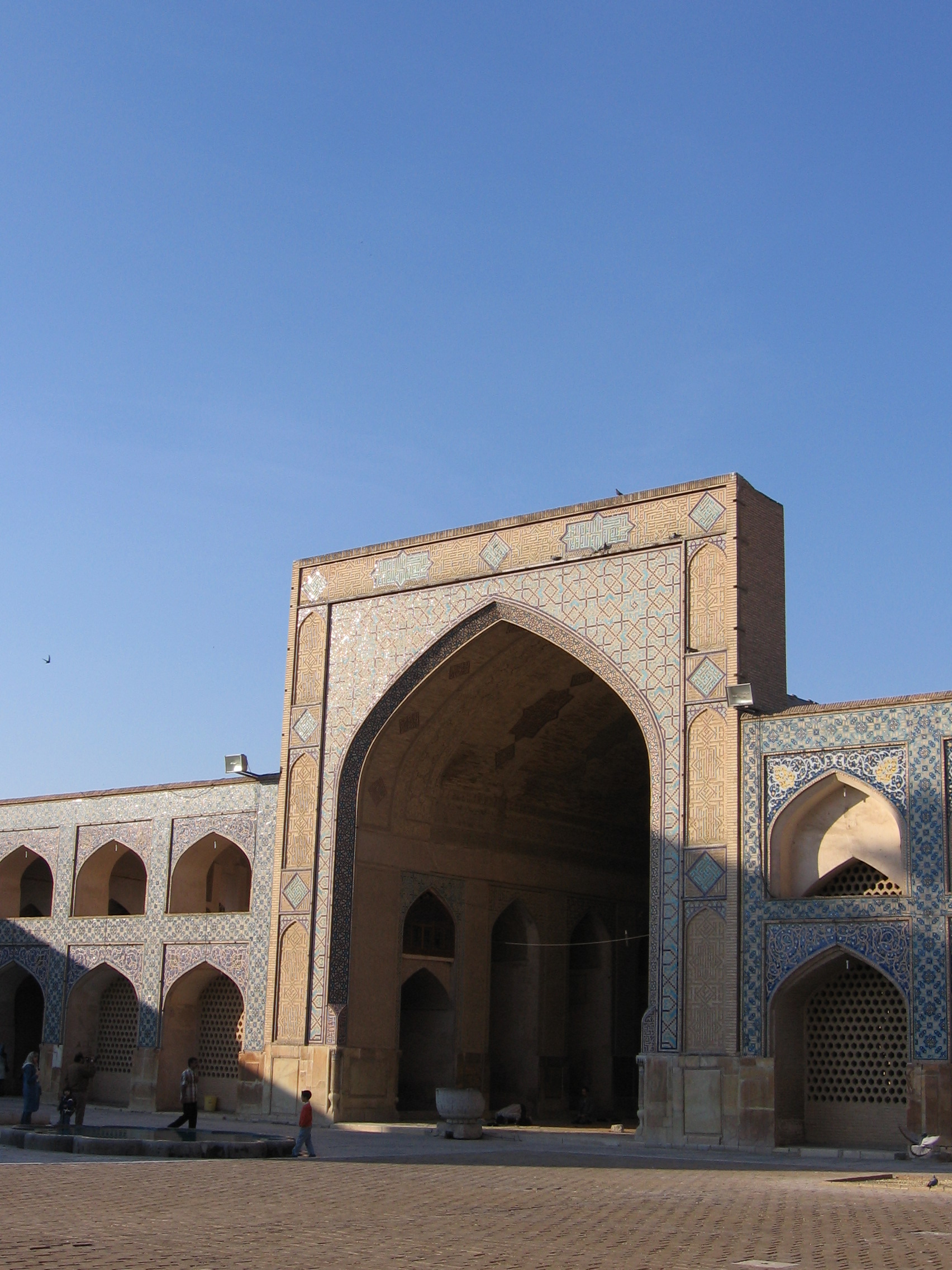
Пятничная мечеть
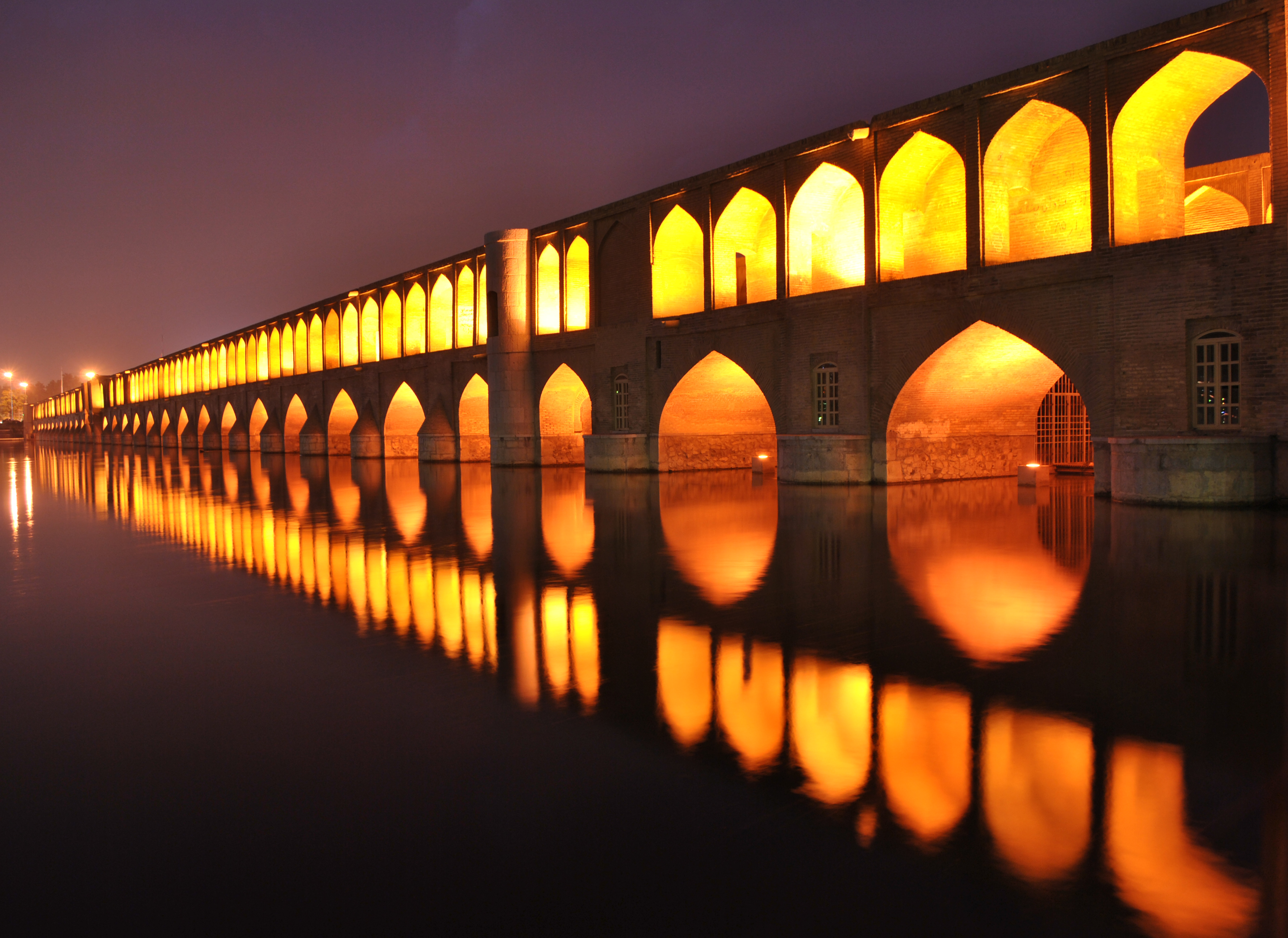
Мост 33-х арок
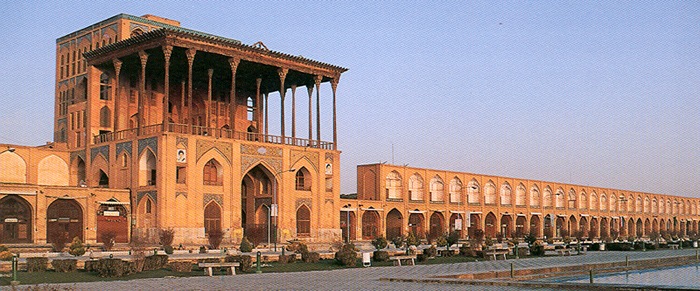
Дворец Али Капу
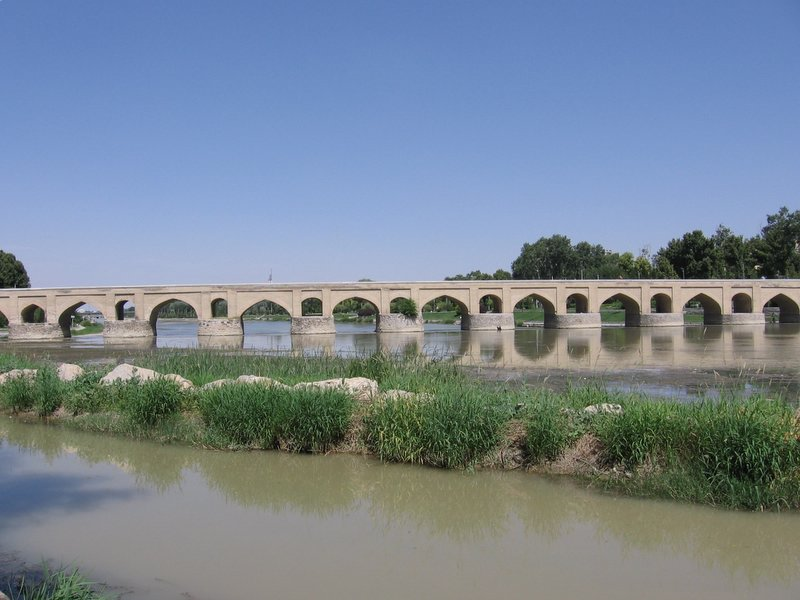
Мост Марнан
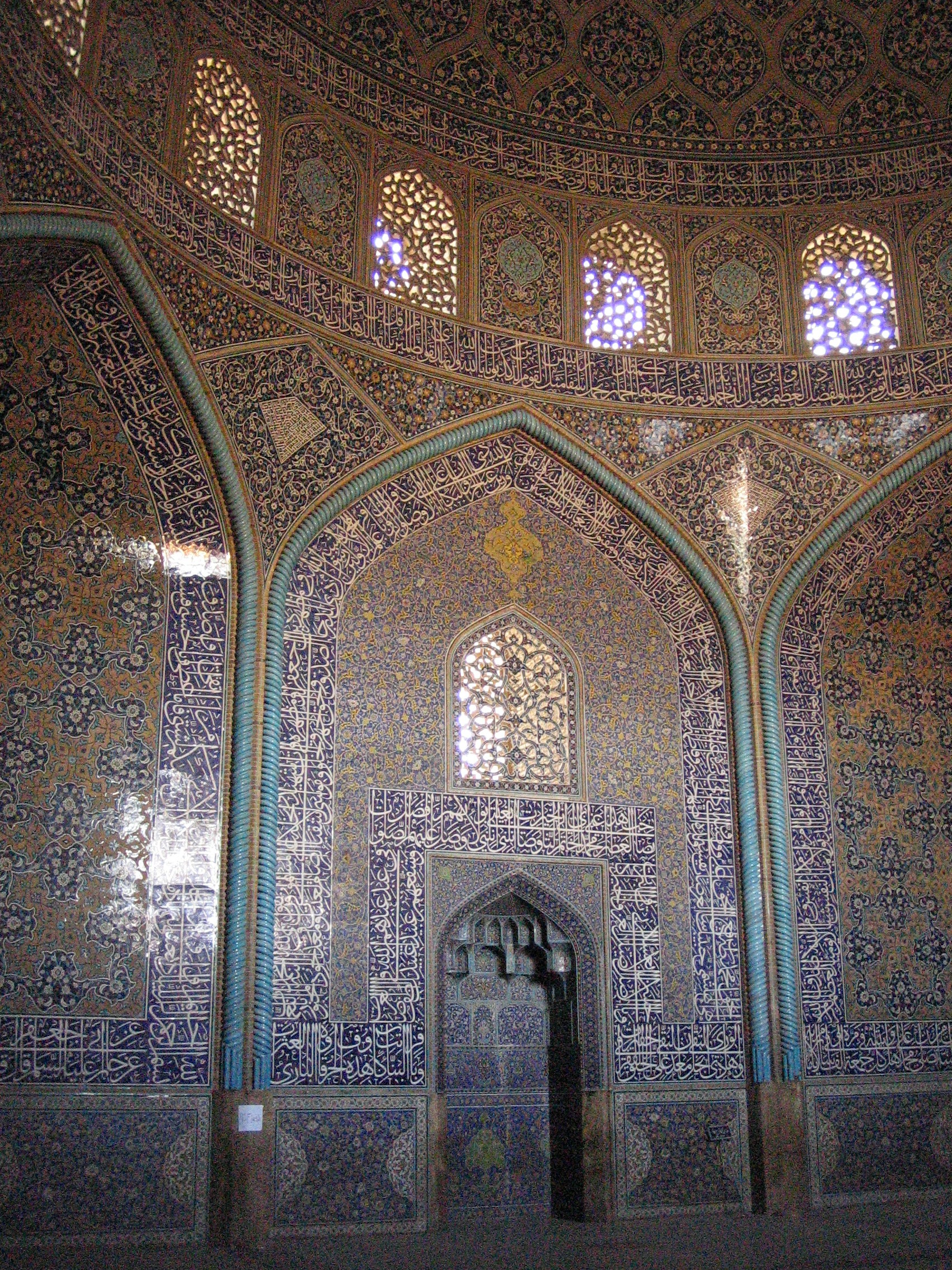
Мечеть Шейха Лютфаллы (интерьер).
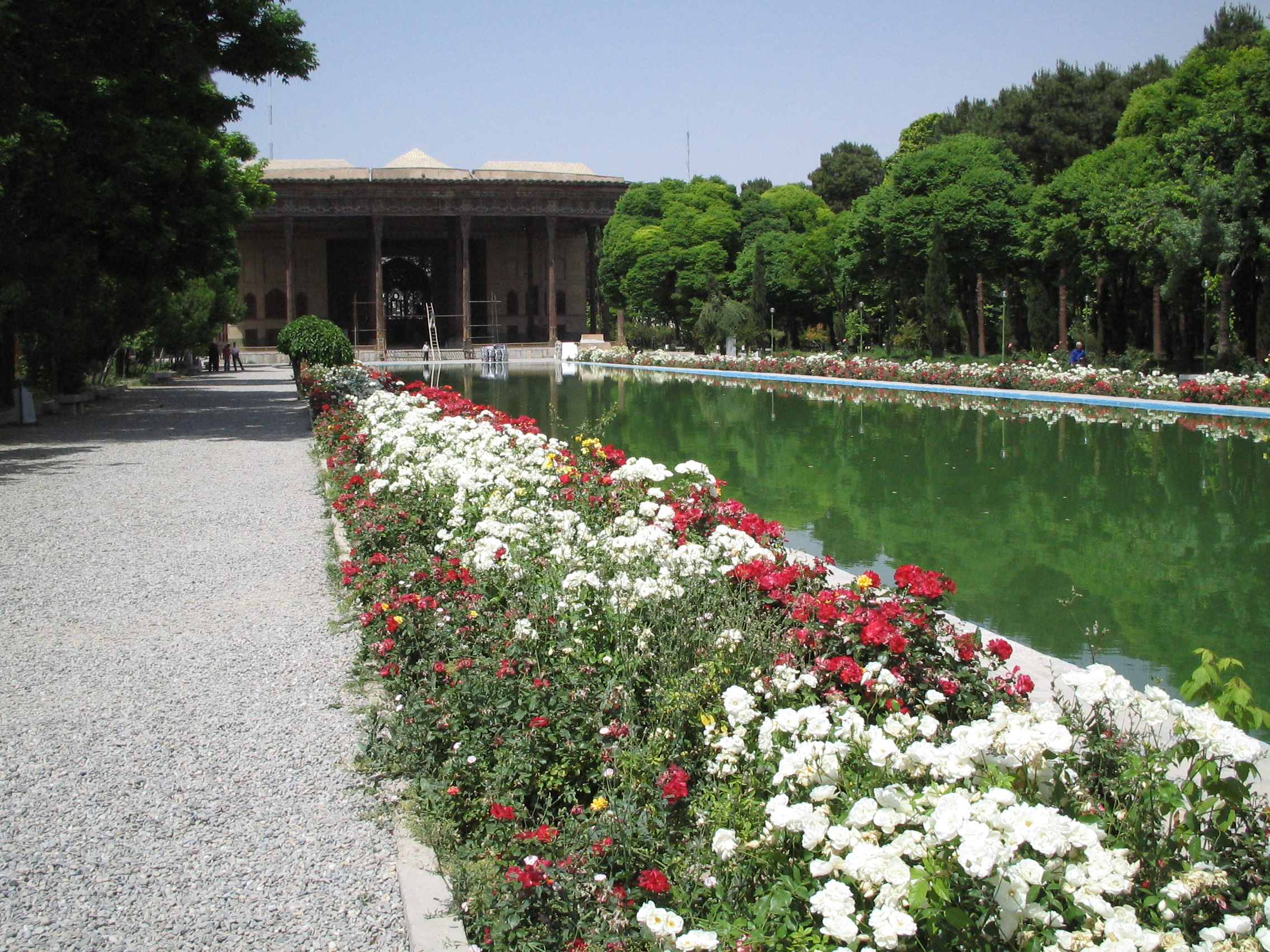
Чехель-Сотун
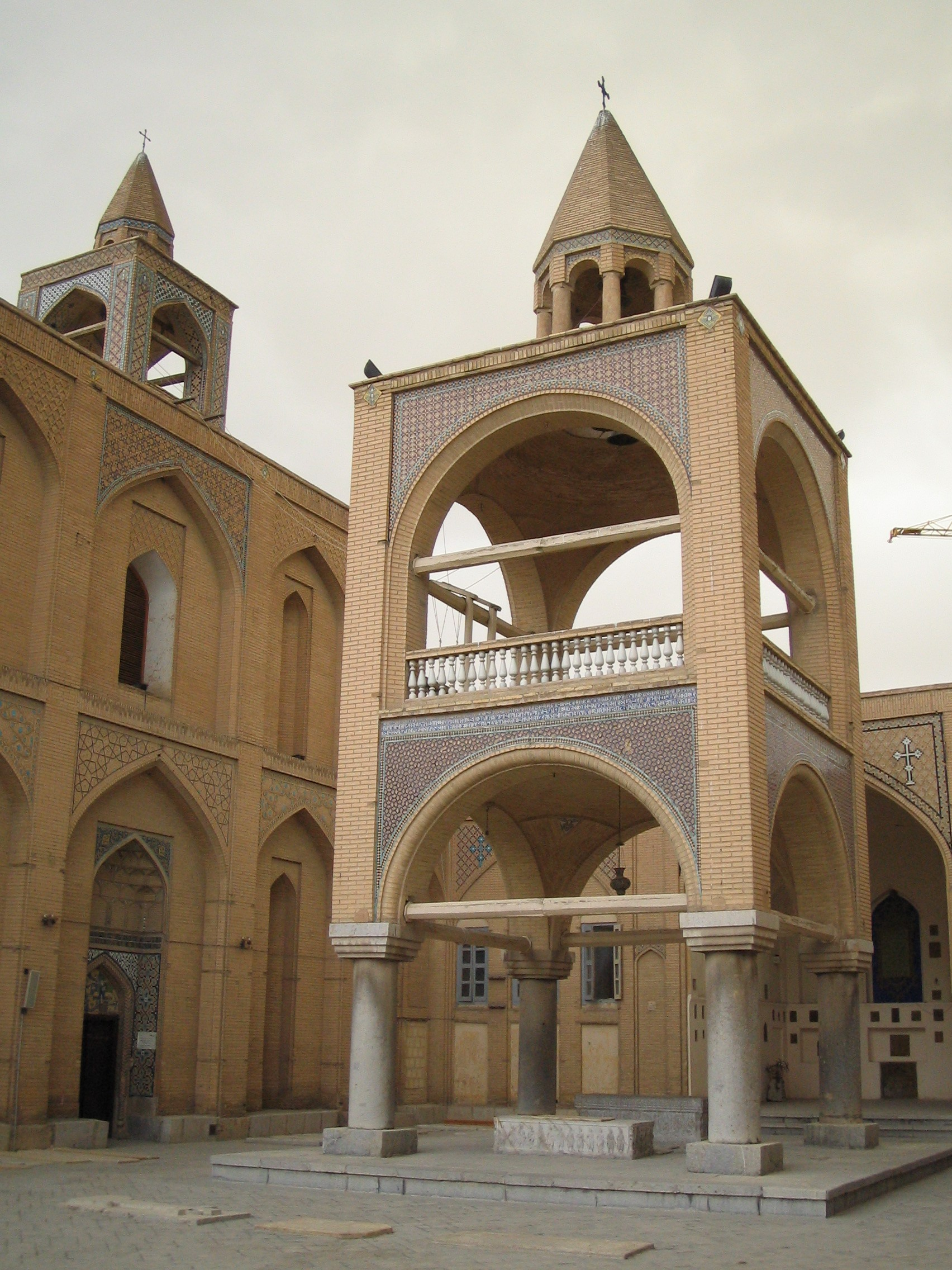
Собор Ванк
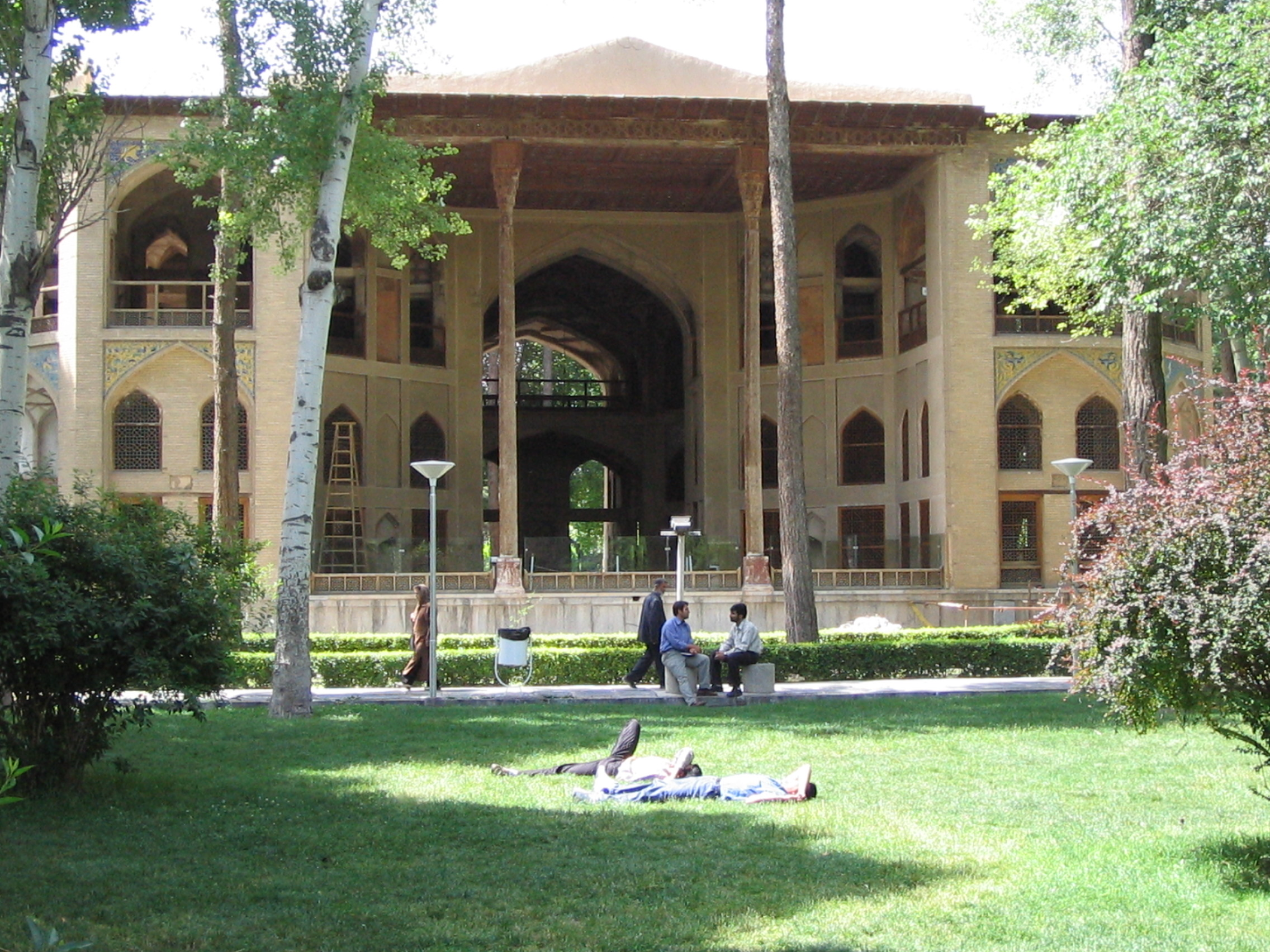
Дворец Хашт-Бехешт, вид снаружи.
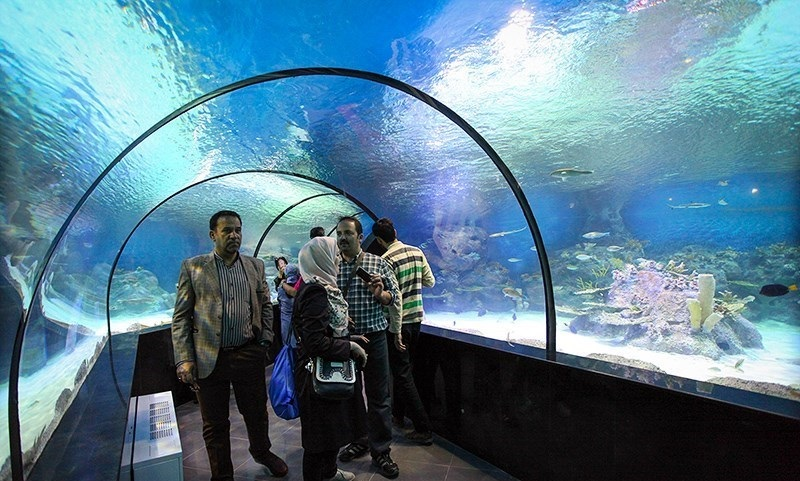
Исфаханский океанариум
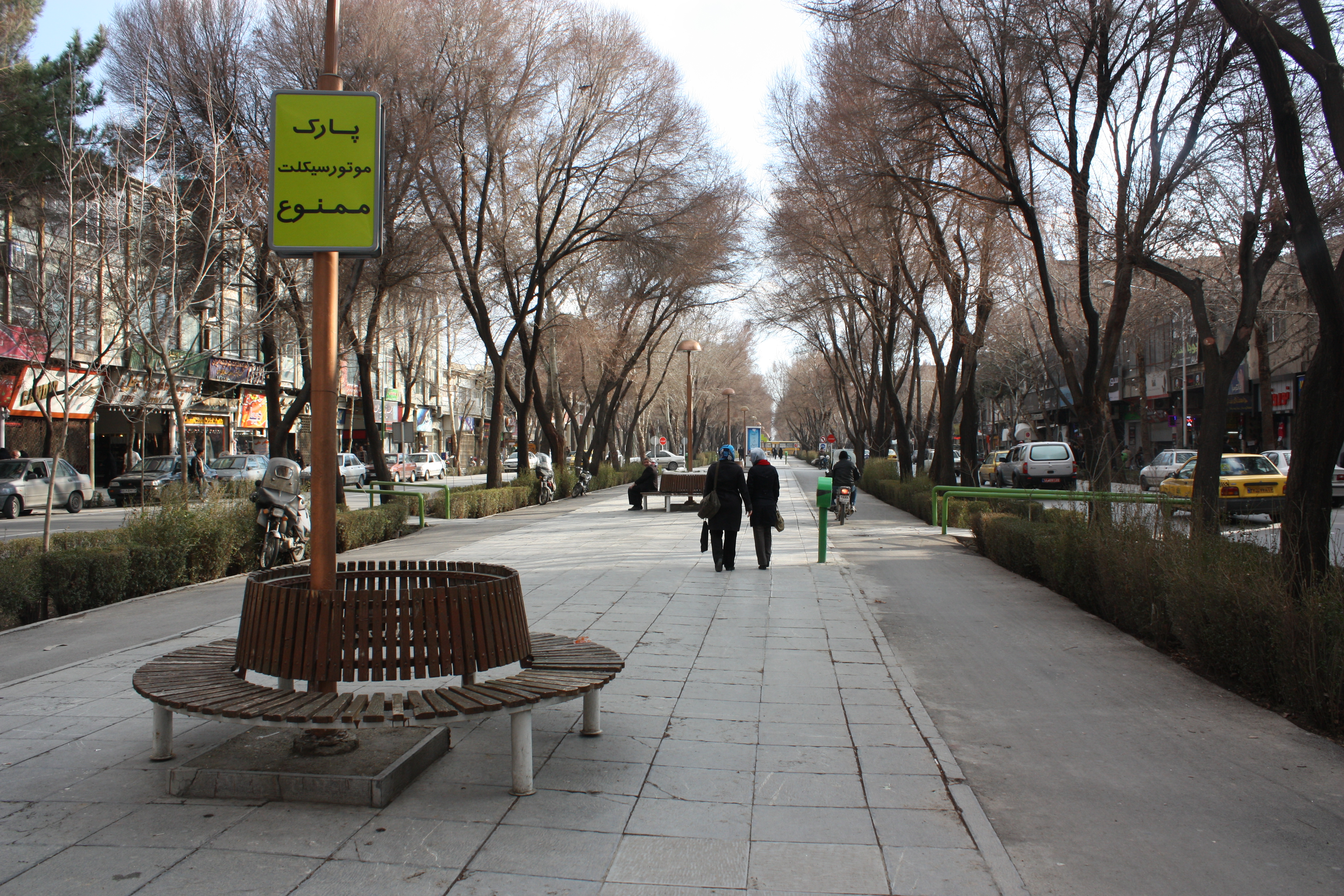
Бульвар Чахар-баг
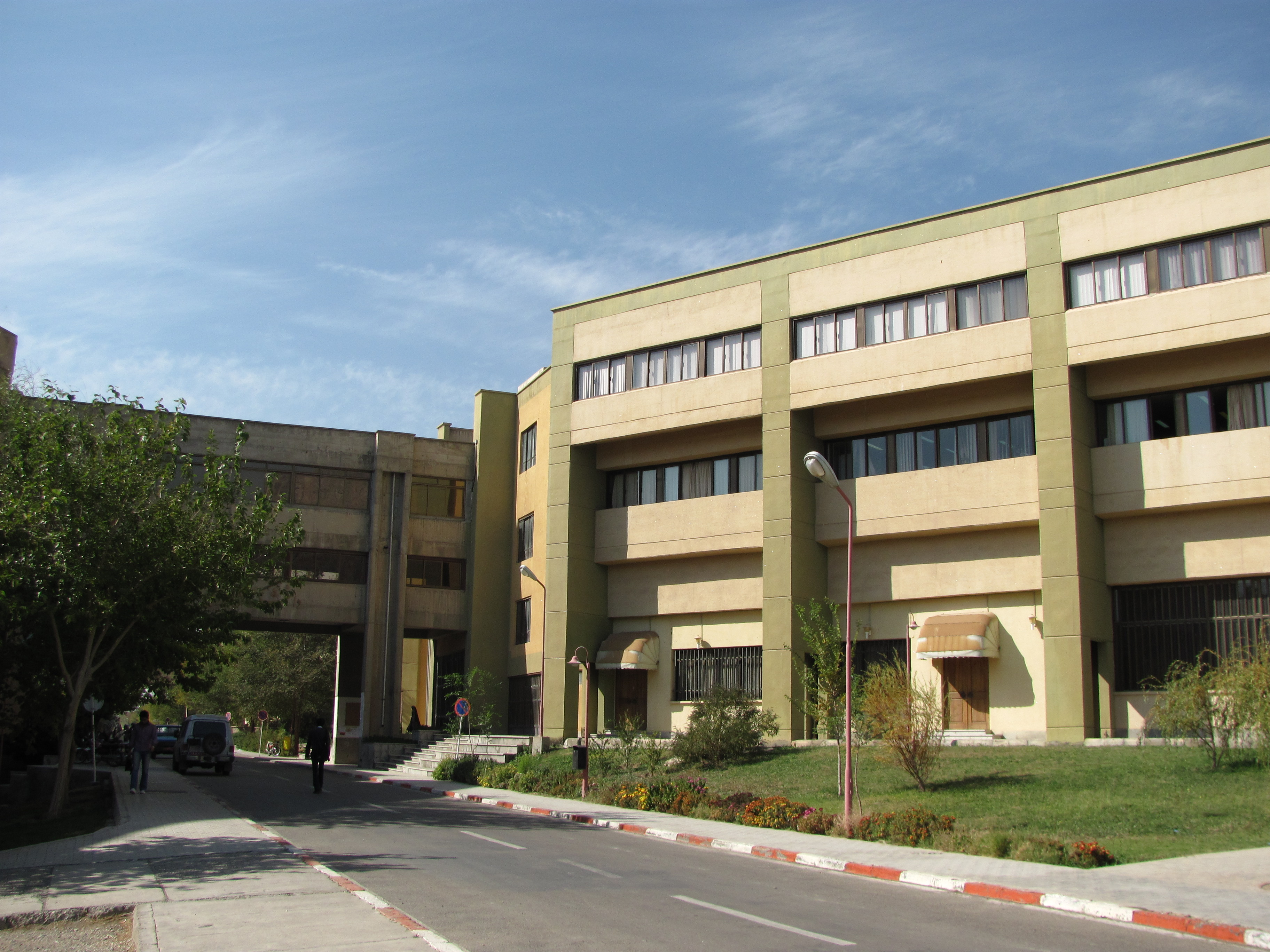
Медицинский колледж Исфаханского технологического университета

Панорама Площади Имама